# Stargate Atlantis
Stargate Atlantis (frequentemente abreviada como SGA ou apenas Atlantis) é uma série de TV americano-canadense de ficção científica da MGM e parte da franquia Stargate. A série foi criada por Brad Wright e Robert C. Cooper, no formato de um "spin-off” da série Stargate SG-1 criada por Wright e Jonathan Glassner a partir do filme Stargate de 1994. As três primeiras temporadas da série de televisão foram exibidas simultaneamente pelo Sci Fi Channel e The Movie Network para depois ser exibida apenas no Sci Fi Channel em suas duas últimas temporadas, com a exibição de mais 100 episódios até o cancelamento da série. Stargate Atlantis estreou no Sci Fi Channel em 16 de julho de 2004, seu último episódio foi exibido no mesmo canal, em 9 de janeiro de 2009. A série foi filmada em Vancouver, Canadá.
A trama de Stargate Atlantis se inicia no episódio de Stargate SG-1 da sétima temporada, "Lost City", onde a equipe SG-1 encontra um posto avançado construído pela raça conhecida como os Antigos (The Ancients,) na Antártica. Após os acontecimentos ocorridos no episódio de estreia da oitava temporada de Stargate SG-1, "Nova Ordem", o Comando Stargate envia uma equipe internacional para investigar o posto. Logo, Dr. Daniel Jackson descobre a localização da maior cidade criada pelos Antigos, Atlântida. A história se desenvolve quando os membros da expedição encontram os Espectros (Wraith), raça que derrotou os Antigos dez mil anos antes.
A série foi um sucesso para o Sci Fi Channel, e foi particularmente popular na Europa e na Austrália. Embora tenha recebido pouca resposta da crítica, Stargate Atlantis foi bastante premiada e recebeu muitas indicações de prêmios em suas cinco temporadas de exibição. Depois do cancelamento da série, os criadores da série começaram a trabalhar em outro já pré-concebido "spin off" do universo Stargate, intitulado "Stargate Universe", que a rede aprovou por ter maior orçamento, ser menos mitológico e focar mais no desenvolvimento dos personagens. Stargate Universe estreou em 2 de outubro de 2009. O Merchandise de Stargate Atlantis inclui jogos e brinquedos, publicações e uma série original em áudio.
O filme em DVD intitulado, Stargate: Extinção previsto para ser lançado em 2011, foi cancelado.

## História
Stargate Atlantis segue as aventuras de John Sheppard e sua equipe formada de militares e civis que representam os interesses de vários governos da Terra, que tinham conhecimento da existência do projeto SG Stargate, viajam para planetas distantes. Eles usam um dispositivo conhecido como um Stargate, que lhes permite viajar pelo universo por um túnel de energia instantaneamente por entre portais estrelares, sendo que um deles está hospedado na cidade de Atlântida, no planeta Lantea. A cidade foi construída há milhões de anos por uma civilização avançada que aparentemente queria povoar a galáxia: os Antigos. Cinco a dez milhões de anos antes, devido a uma praga na Galáxia Via Láctea, eles foram forçados a fugir para a Galáxia Pegasus, e lá eles semearam vida em centenas de mundos, tal como haviam feito na Via Láctea. Depois de encontrar um inimigo poderoso conhecido como os Espectros e estar em guerra com eles por mais de cem anos, em última instância perderam, os Antigos foram forçados a submergir a sua mais evoluída cidade, no fundo do oceano, que, no universo Stargate, tem como fonte o mito grego da cidade perdida de Atlântida.
Stargate Atlantis tem episódios que se ligam aos poucos, muitos com pouca conexão. Alguns episódios mostram como os habitantes de Atlantis trabalham em formas de destruir seus inimigos entre outros problemas.

## Temporadas 1-3
A primeira temporada estreou nos Estados Unidos em 16 de julho de 2004. A expedição de Atlantis, liderada pela Dra. Elizabeth Weir, chega à cidade dos Antigos e rapidamente os seus membros se encontram em uma situação difícil que os obriga a procurar novos amigos, os Athosianos, mas também adquirir um novo inimigo poderoso: Os Wraiths (Espectros, em português). Completamente cortado a partir da Terra, talvez definitivamente, a expedição deve sobreviver em uma nova galáxia, enquanto decifram a tecnologia dos Antigos, a fim de encontrar uma maneira de destruir Os Wraith e adquirir novos conhecimentos. O Major John Sheppard reúne uma equipe, o Dr. Rodney McKay, Lt. Ford e a líder Athosiana Teyla Emmagan, que servirá em Atlantis. Em uma de suas primeiras missões, que fazem um outro inimigo, geniis, uma civilização humana militarista com um nível de tecnologia da década de 1950. Após várias revelações sobre Os Wraith, a expedição se prepara para evacuar. Imediatamente antes de completar a tarefa, no entanto, um contingente militar da Terra chega para ajudar a defender a cidade contra o ataque iminente Wraith tempo suficiente para a Nave de Batalha da Terra, últimos a chegar. A temporada termina com um Cliffhanger, enquanto a cidade ainda está sob cerco pelos Wraith.
Segunda temporada começou a ser transmitida nos Estados Unidos em 15 de julho de 2005 .A expedição Atlantis com sucesso evita sendo abatidos pelo Wraipes, fazendo-os acreditar que Atlantis foi destruída, e eles recuperam contacto regular com a Terra, graças à Daedalus e o novo Ponto Zero Módulo (ZPM). Sheppard é promovido a tenente coronel e o ex-Runner, Ronon Dex, substitui Lt. Ford, que desapareceu em acção (MIA), no final da batalha com os Wraiths. A parcela central da segunda temporada é o desenvolvimento do retrovírus de Dr. Beckett, o que pode, teoricamente, um Wraith se transformar em um humano. Enquanto uma versão incompleta torna uma jovem garota Wraith perder toda a sua humanidade e quase vira Sheppard em Iratus, uma versão mais desenvolvida é testada em uma vida Wraith, "Michael", com resultados mistos. Michael propõe uma aliança com a Atlantis, mas trai a equipe. A temporada fecha novamente quando os Wraiths estão indo para a alimentação rica da Terra.
Terceira temporada estreou nos Estados Unidos em 14 de julho de 2006. Após ter impedido os Wraipes de chegar a Terra e que falhar em desenvolver um trabalho Wraith retrovírus, a expedição enfrenta o seu terceiro ano no Pegasus galáxia com os Wraiths ainda uma ameaça e um novo e poderoso inimigo curvados sobre a destruição da expedição e Atlantis: o Asurans, auto-replicar nanobots, também conhecido como Replicadores. A situação torna-se complicada quando um experimento terrível drena sua única ZPM, deixando-os sem uma fonte de energia para a cidade de escudos. Pouco depois, eles encontram uma nave de tecnologia Antiga e liderada por tal e posteriormente perderam a cidade de Atlântida, quando a tripulação do navio Antigo consegue recuperá-la. O SGC envia Geral O'Neill e Richard Woolsey para tentar negociar um acordo entre a Terra e os antigos para permitir a expedição para retornar à Atlântida. O'Neill e Woolsey contatam Terra para informá-los que os Replicadores estão tomando a cidade. Os Replicadores matam a tripulação dos Antigos, que valorizaram a cidade depois de 10.000 anos. Os principais membros da expedição Atlantis na Terra desobedecem as ordens e voltam para a cidade, de salvamento à O'Neill e Woolsey, e repelir os Replicadores. O fim da temporada começa quando os Replicadores lançam um ataque à Atlantis, disparando um raio do Stargate que atingi Atlantis, que é protegida pelo seu escudo, mas que não suporta por muito tempo. Como último recurso, Atlantis escapa para o espaço. O final termina quando o hiperpropulsor falha, deixando a cidade voar através do espaço com um desconhecido do dia no valor da energia deixada em seu único ZPM e Dra. Weir gravemente ferida.

## Temporadas 4-5
Quarta temporada estreou na E.U.A. em 28 de Setembro de 2007, e no Reino Unido em 9 de outubro de 2007. Os autores afirmaram que terá uma nova direção. Como a 4a temporada começa onde terminou 3 temporada, o futuro parece sombrio: Weir está incapacitada e os altos membros da expedição sofreram múltiplas lesões. Com a cidade danificada, a esgotar-se do poder e à deriva no espaço, cortado a partir da Terra, a expedição do Col. Sheppard sai para obter um ZPM dos Replicadores e é capaz de viajar para um planeta nas proximidades. Weir é capturada pelos Replicadores e Coronel Samantha Carter atua como líder da expedição. Ela aparece no episódio "Lifeline", após a ajudar a encontrar terrenos para Atlantis em sua nova casa em algum planeta. No episódio 3, no entanto, sob a ordens do IOA, Carter volta a Atlantis como o novo líder da expedição Atlantis. A campanha incide sobre os principais adversários: os Replicadores e os Wraiths, bem como a gravidez de Teyla Emmagan. A base código dos Replicadores é reprogramado por McKay, levando nanobots para cumprir a finalidade para a qual os Antigos os criou: para acabar com os Wraiths. No meio da temporada, eles estão aparentemente destruídos, e nos restantes episódios concentram principalmente sobre os esforços de Michael contra os seres humanos e os outros Wraiths.
Na quinta temporada, Richard Woolsey substitui Carter como o líder da expedição. Teyla, que ficou prisioneira de Michael, dá à luz Torren e escapa com sua equipe, antes que eles sejam pegos por Michael. Eventualmente, Michael invade Atlantis com uma Jumper para tomar Torren e destruir Atlantis, mas graças aos esforços de Sheppard e McKay, Michael está definitivamente morto. A temporada introduz também um grupo de malfeitores Replicadores, que ao contrário dos seus homólogos Ida, realmente experimentaram seres humanos para prolongar suas vidas. Após McKay e seu colega encontrarem um laboratório secreto em Atlantis, são sequestrados por asgardianos, que os forçam a ativar o dispositivo Attero, um dispositivo construído pelos Antigos com o objetivo de destruir os Wraiths . Cada nave Wraith que aciona seu hiperdirve após a ativação do dispositivo explode, embora o efeito colateral é que qualquer Stargate ativada após o dispositivo foi ativado iria explodir. O dispositivo é eventualmente destruídos. Com o dispositivo Attero, Michael e Hoffan são destruídos, os Wraiths tornaram-se enfraquecido, e já não são o poder da galáxia, uma vez que foram, a queda do homem dá liberdade suficiente para estabelecer uma coalizão. McKay se apaixona por Keller, que é a nova médica chefe de Atlantis, e eles tornam-se romanticamente envolvidos. No final, "Todd", como é chamado um Wraith que conheceu o Col. Sheppard enquanto eram prisioneiros de Kolya, adverte que uma nave está atualizando o Hive em posição frente à Terra. Graças aos esforços da expedição, a nave está definitivamente destruída ao longo da Terra, e Atlantis pousa em terras perto da costa de San Francisco.

## Elenco
- Joe Flanigan como John Sheppard (Stargate) (temporadas 1-5 principal): trabalhava para a United States Air Force, Major recrutado para a expedição Atlantis, devido ao seu gene Ancient consegue controlar tecnologia dos Antigos, assim ele se torna, de fato comandante do contingente militar de Atlantis, após a missão original em que o comandante Coronel Marshall Sumner é morto. Sua posição é feita oficialmente na segunda temporada, após restabelecer contacto com a Terra, e ele é promovido a tenente-coronel.
- David Hewlett como Rodney McKay (temporadas 1-5 principal): um cientista brilhante que é membro da equipe de Sheppard e McKay é chefe do Departamento de Ciência e Investigação sobre Atlantis. Um dos principais especialistas em tecnologia Antiga, ele foi introduzido pela primeira vez como profissional rival da Samantha Carter na quinta temporada de Stargate SG-1.
- Rachel Luttrell como Teyla Emmagan (temporadas 1-5 principal): a líder do Athosianos, uma raça de seres humanos nativas da Galáxia Pegásus. Ela se torna amiga de Sheppard quando este visita a sua terra natal e ela se junta a sua equipe, a fim de combater os Wraiths. Ela tem a capacidade de sentir a presença dos Wraiths.
- Rainbow Sun Francks como Aiden Ford (1ª Temporada principal, temporadas 2,5 recorrente): um jovem da Corpo da Marinha Americana, que é um membro da equipe de Sheppard na temporada 1. Na temporada 2, ele torna-se mentalmente instável devido a uma overdose de alimentação dos Wraiths, e abandona Atlantis.
- Torri Higginson como Elizabeth Weir (temporadas 1-3 principal, temporadas 4,5 recorrente): uma diplomata e especialista em política internacional, que leva a primeira a expedição Atlantis após brevemente servindo como o chefe do Comando Stargate em Stargate SG-1. Ela é uma personagem principal em temporadas 1-3; na temporada 3 ela é criticamente ferida por um ataque dos Replicadores. Ela é uma personagem recorrente na temporada 4, tendo sido capturada por Replicadores.
- Paul McGillion como Carson Beckett (temporadas 2-3 principal, temporadas 1, 4-5 recorrente): o Chefe de Medicina de Atlantis, nas temporadas 1-3. Na 3 ª Temporada no episódio "Sunday", ele é morto em uma explosão causada por tecnologia dos Antigos. No entanto, um clone dele criado pelo Wraith "Michael" aparece como um personagem recorrente nas temporadas 4 e 5.
- Jason Momoa como Ronon Dex (temporadas 2-5 principal): um especialista de armas do planeta Sateda. Após o seu mundo ter perdido uma batalha para os Wraiths, ele foi transformado em um "corredor" e caçado implacavelmente durante sete anos. Ele se junta a equipe de Sheppard em Atlantis após o Dr. Beckett remover seu dispositivo Wraith de rastreamento.
- Amanda Tapping como Samantha "Sam" Carter (4 ª Temporada principal, estações 1-3, 5 recorrente): uma astrofísica e uma Coronel da Força Aérea dos Estados Unidos, que era uma personagem principal de toda a execução de Stargate SG-1. Na temporada 4, ela é promovida a coronel e é lhe dado o comando da expedição de Atlantis.
- Jewel Staite como Jennifer Keller (temporada 5 principal, períodos recorrentes temporadas 3-4): a Chefe de Medicina de Atlantis, que substitui o Dr. Beckett na terceira temporada. Ela está listada como um personagem recorrente na temporada 4 e aparece nos créditos a título principal na temporada 5.
- Robert Picardo como Richard Woolsey (principal na temporada 5, temporadas 3-4 recorrentes): um representante do Conselho Internacional de Supervisão, que apareceu pela primeira vez como um agente do NID na temporada 7 de Stargate SG-1. Na temporada 5, substitui Samantha Carter, como comandante da Atlantis.

## Produção

### Desenvolvimento
Robert C. Cooper e Brad Wright são os produtores da série, que teve sua estreia em 16 de julho de 2004 e o seu último episódio exibido em 9 de janeiro de 2009. A geofísica de desastres Mika McKinnon atuou como consultora científica para série começando em 2008, e trabalhou como consultora até o fim de Stargate Atlantis.
A série é um spin-off de Stargate SG-1, em que no episódio “Lost City” descobriram Atlantis e enviaram uma equipe para explorá-la.